# یانیک دالماس
یانیک دالماس (فرانسوی: Yannick Dalmas‎؛ زادهٔ ۲۸ ژوئیهٔ ۱۹۶۱ در لو بوسه، ور) رانندهٔ سابق مسابقات اتومبیل‌رانی اهل فرانسه است که از فصل ۱۹۸۷ تا ۱۹۹۰، و دوباره در فصل ۱۹۹۴ در مجموع در ۴۹ گراند پری از مسابقات جهانی فرمول یک شرکت کرد، اما موفق به کسب هیچ امتیازی نشد.